# Galta
Galta è una frazione del comune italiano di Vigonovo, nella città metropolitana di Venezia.

## Storia
Il toponimo è variamente attestato sin dal 1179 e va collegato ad un termine dialettale, ora in disuso, che significa "gota, guancia" (a sua volta di origine longobarda). Si tratta di un riferimento figurato alla conformazione del terreno, un tempo caratterizzato dalla presenza di dune.
In origine modesta località secondaria, a partire dai primi del Novecento ha visto un importante aumento demografico dovuto allo sviluppo dell'industria calzaturiera nella zona.

## Monumenti e luoghi d'interesse

### Chiesa parrocchiale
Il primo luogo di culto di cui si ha notizia a Galta è l'oratorio di San Rocco. Annesso alla villa, ora scomparsa, dei Basadonna, fu visitato dal vescovo di Padova Gregorio Barbarigo nel 1669.
L'odierna parrocchiale, intitolata a Maria Ausiliatrice è recente: fu iniziata nel 1957 e conclusa nel 1961 assieme all'asilo annesso. La parrocchia di Galta è stata istituita il 7 ottobre 1962 scorporandone il territorio da quella di Vigonovo.
L'altare maggiore e l'ambone, in marmo rosso, sono stati costruiti tra il 1975 e il 1990 da artigiani locali. Il rilievo frontale dell'altare è in bronzo e raffigura la Cena in Emmaus. Degli stessi anni è il tabernacolo della cappella invernale, in metallo dorato e ottone.

### Casa canonica
Quella che oggi è la canonica era in origine una villa veneta risalente al Seicento. Non si conosce il nome degli antichi proprietari, ma certamente dovevano godere di un certo prestigio: la presenza di numerose adiacenze rustiche fa pensare che l'edificio fosse al centro di un vasto possedimento.
La facciata, orientata a ovest, si caratterizza per la presenza di elementi stilistici e architettonici molto vari e testimonia i numerosi rimaneggiamenti a cui è stata soggetta. Molte aperture sono state tamponante o ridimensionate, come dimostrano le cornici in pietra che ancora risaltano nella muratura. Non sono state molto modificate le due trifore sovrapposte (una per livello), realizzate nel Settecento; quella al piano nobile, come da tradizione, risulta più ricca grazie alla presenza di un balcone con balaustri in pietra.
Fasce orizzontali e una cornice modanata sotto la copertura ornano il palazzo lungo tutti i prospetti.